# Viejo bolchevique

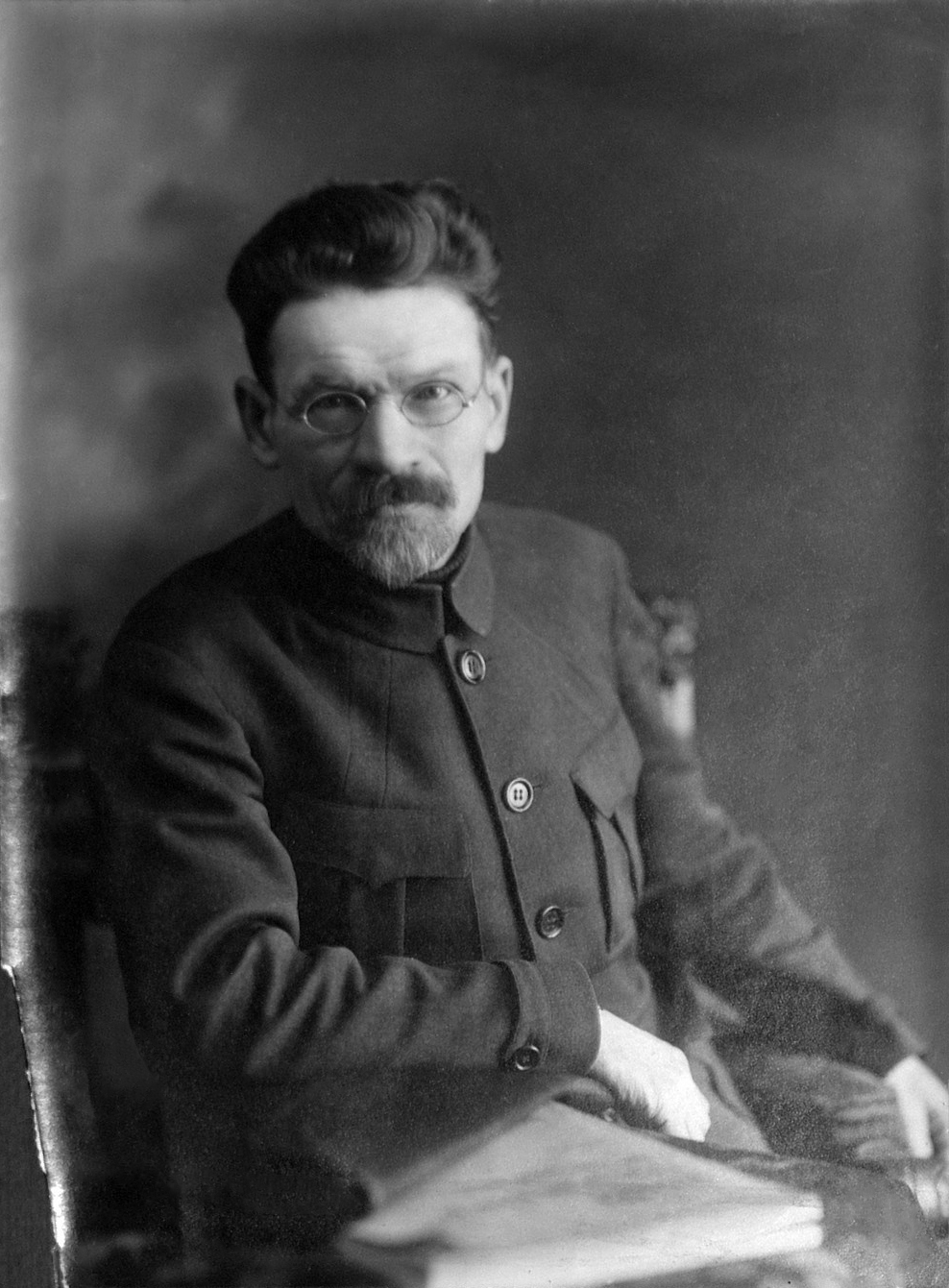
Mijaíl Kalinin, presidente del VTsIK, años 1920.

Viejo bolchevique (en ruso: старый большевик, stary bolshevik) era una designación extraoficial de un miembro del Partido bolchevique que lo fuese desde antes de la Revolución de Octubre de 1917. La mayoría de los viejos bolcheviques fueron juzgados y ejecutados por la NKVD durante las purgas de Stalin o murieron en circunstancias aún no aclaradas. 
Iósif Stalin eliminó a muchos de los viejos bolcheviques del poder durante las Grandes Purgas de la década de 1930. Los supervivientes más prominentes de dichas purgas en el Partido Comunista fueron Viacheslav Mólotov y Kliment Voroshílov cuyas firmas, junto con la de Stalin, figuran en las órdenes de ejecución de sus otros camaradas. 

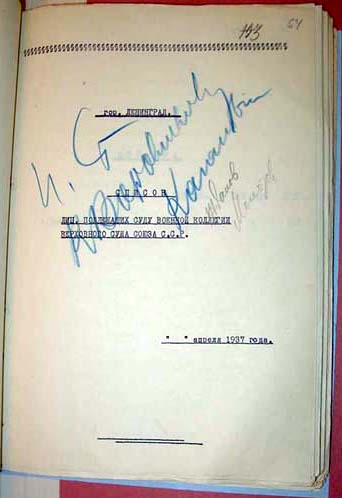
Orden de ejecución firmada por Stalin, Voroshílov, Kaganóvich, Zhdánov y Mólotov; abril de 1937.

La mayoría fueron ejecutados "por traición" después de sus respectivos juicios, algunos fueron enviados a campos de trabajo del Gulag, y unos pocos, como Aleksandra Kolontái fueron enviados al extranjero como embajadores. El punto culminante de la Gran Purga lo constituyó el Juicio de los Veintiuno, un juicio farsa también conocido como el Tercer Juicio de Moscú, celebrado en 1938, en el que fueron condenados a muerte por fusilamiento los viejos bolcheviques Nikolái Bujarin y Alekséi Rýkov, entre otros destacados miembros del partido.
La condición de viejos bolcheviques de Mijaíl Kalinin y Viacheslav Mólotov no impidió que Stalin los sometiera a una prueba de lealtad,  ordenando al NKVD detener y represaliar a sus mujeres, Yekaterina Kalínina (de soltera Loorberg, también vieja bolchevique) y Polina Zhemchúzhina, respectivamente. Ambas esposas fueron condenadas a trabajos forzados en las "colonias correccionales" del Gulag: Yekaterina Kalínina entre 1938 y 1945 (mientras su marido seguía ejerciendo de Presidente del Presidium del Sóviet Supremo de la Unión Soviética) y Polina Zhemchúzhina entre 1949 y 1953.
Muchos comunistas opositores a Stalin, la mayoría de los trotskistas en particular, citan estos hechos en apoyo de su argumento de que Stalin traicionó los objetivos de la revolución en su propio beneficio. Sin embargo, sus partidarios aseguran que los juzgados fueron llevados ante un tribunal justo e independiente que demostró su culpabilidad en graves delitos contra el Estado soviético. El 18 de octubre de 1991, en la RSFS de Rusia fue aprobada la ley que recibía el nombre de Acerca de la rehabilitación de las víctimas de la represión política, que culminaba el proceso de rehabilitación emprendido tras la muerte de Stalin, condenaba la represión política en la Unión Soviética y facilitaba el proceso de rehabilitación de todas las víctimas no rehabilitadas hasta ese momento (excepto determinados casos como el de Guénrij Yagoda).  
En un sentido más estricto, el término "viejo bolchevique", así como la expresión vieja guardia bolchevique (en ruso: старая большевистская гвардия), fue también una descripción de sí mismos que hacían los dirigentes bolcheviques que se opusieron a León Trotski inmediatamente después de la Revolución de Febrero de 1917. 
El nombre "viejo bolchevique" se utilizó numerosas veces en la Unión Soviética como denominación, por ejemplo de una editorial, varios barcos de vapor, lanchas, koljóses y asentamientos.